# Cuando me enamoro
Cuando me enamoro (на български: Когато се влюбя) е песен в жанровете поп латино и бачата, написана от кубинския композитор Десемер Буено и изпълнена от испанския певец и композитор Енрике Иглесиас заедно с неговия колега доминиканския певец и композитор Хуан Луис Гера. Песента е продуцирана от Карлос Паукар и е издадена на 26 април 2010 г., като първия сингъл от деветия студиен албум на Иглесиас, озаглавен Euphoria (2010). Песента е и основна музикална тема на мексиканската теленовела на компания Телевиса Когато се влюбиш, продуцирана от Карлос Морено Лагийо, с участието на Силвия Наваро и Хуан Солер. Това е четвъртият път след Por amarte, Nunca te olvidaré и Cosas del amor, когато песен на Енрике Иглесиас е избрана за тема на теленовела. На 8 септември 2010 г. Cuando me enamoro получава номинация на латиноамериканските награди Грами в категорията „Песен на годината“.

## Видеоклип
Музикалното видео, режисирано от Джеси Тереро, е заснето заедно с Хуан Луис Гера в колежа „Св. Патрик“ в Джърси Сити, Ню Джърси.
Във видеото Енрике Иглесиас и Хуан Луис Гера са звездите, поканени да пеят в училището. Музикалното видео започва, когато директорът ги представя на учениците и те започват да пеят. Сюжетът показва любовна история между двама ученици. Във видеото участие взема актрисата Ана Ортис като директор на училището. Премиерата е във Vevo.com на 21 май 2010 г.

## Класации
Песента дебютира под номер 22 в Billboard Hot Latin Songs, в Tropical songs песента дебютира под номер 19 и под номер 8 в Pop Latin Songs. В Испания песента достига номер 35. Това е 21-вата песен на Иглесиас, която оглавява Billboard Hot Latin Songs от Gracias a ti (Remix) през 2009 г., както и шестият път, когато Хуан Луис Гера успява да достига номер 1 в Billboard Hot Latin Songs.
В Билборд Хот 100 песента достига номер 89 и е най-високата позиция в класацията, постигната от песен на Иглесиас на испански език, изпреварвайки Lloro por ti, която се изкачи до номер 91.

## Награди
- Награди TVyNovelas

| Година | Категория                              | Теленовела       | Резултат |
| ------ | -------------------------------------- | ---------------- | -------- |
| 2011   | Най-добра музикална тема за теленовела | Когато се влюбиш | Печели   |